# Phloeodes aequalis
Phloeodes aequalis is een keversoort uit de familie somberkevers (Zopheridae). De wetenschappelijke naam van de soort werd in 1884 gepubliceerd door George Charles Champion.